# Gulgula
Gulgula – wieś w Gruzji, w regionie Kachetia, w gminie Telawi. W 2014 roku liczyła 1108 mieszkańców.